# Осокорківські луки (заказник)
Ландшафтний заказник місцевого значення «Осокорківські луки» створено рішенням Київради № 522/7178 від 11.04.2019 р. Заказник розташовується на південь від озера Тягле та вулиці Колекторної у Дарницькому районі м. Києва. Площа об'єкту — 148 га.

## Опис об'єкту
Заказник включає фрагмент центральної заплави Дніпра на схід від історичного с. Осокорки. На території проектованого заказника наявні такі типи заплавної рослинності: водна, прибережно-водна, лучна, болотна та фрагменти заплавних лісів (зокрема в урочищі Березівка, південніше озера Тягле).
Водна рослинність представлена угрупованнями ряски малої та трироздільної, жабурника звичайного, сальвінії плавучої (вид занесений до Червоної книги України), латаття білого, глечиків жовтих (угруповання занесені до Зеленої книги України), різака алоєвидного, з занурених рослин звичайними є елодея канадська, кушир занурений. Прибережно-водна рослинність представлена угрупованнями за участі куги озерної, плакуна прутовидного, чистецю болотного, вовконогу європейського, чихавки звичайної, частухи подорожникової, стрілолисту, сусака зонтичного, а також рідкісною рослиною — їжачою головкою зринувшою, що охороняється рішенням Київради № 880/2290.
На вологих луках ростуть цибуля гранчаста та жовтець їдкий, зозулені слізки, нечисленний у Києві подорожник середній, занесені до Червоної книги України пальчатокорінник м'ясочервоний та півники сибірські, а також тирлич вузьколистий, що охороняється рішенням Київради № 219/940. На заболочених ділянках ростуть гірчак почечуйний, вербозілля звичайне та рідкісні лепеха й півники болотні, що охороняються рішенням Київради № 880/2290.
Значну площу проектованого заказника займають піщані угруповання, на яких звичайними видами є пижмо, холодок лікарський, гвоздика Борбаша, очитки звичайний та шестирядний.
Листяні ліси поширені фрагментарно вздовж проток та представлені деревостанами з тополі чорної або осокора, верби білої, значною є участь осики та берези. Ці масиви листяного лісу надзвичайно багаті на гриби, зокрема такі цінні їстівні види, як підберезовики та підосиковики. Великого різноманіття досягають сапротрофні та дереворуйнівні гриби. На території проектованого парку також наявні значні за площею зарості верби гостролистої (шелюги).
На території проектованого заказника наявне значне різноманіття комах, що включає, зокрема, і такі види Червоної книги України як махаон, джміль яскравий, стрічкарка блакитна, вусач мускусний та інші. У численних протоках та озерах мешкають великі популяції рака річкового широкопалого, який стрімко зникає з водойм м. Києва унаслідок їх прогресуючого забруднення. Великим є різноманіття водних м'якунів, серед яких низка видів жабурниць та скойок. Зустрічається тут рідкісна у Києві псевдоанодонта плоска. З більш дрібних м'якунів поширені численні види ставковиків, котушок, лужанок, а також кульки та річкові чашечки. З рідкісних безхребетних у водоймах трапляється п'явка медична, занесена до Червоної книги України. Також у водоймах зустрічаються й інші молюски: дрейсена, беззубка качина, перлівниця звичайна, наявність яких свідчить про достатньо хороший стан екосистеми. Крім того водойми та водотоки заказника є місцем відтворення для бабок.
У іхтіофауні зареєстровано чимало озерних та озерно-річкових видів риб. Найбільш розповсюдженими є верховодка, плоскирка європейська, верховка, окунь звичайний, щука, краснопріка, плітка, бичок пісочник, тупоносий бичок західний, лин. 
На території проектованого парку виявлено 10 видів земноводних. З них найбільш чисельними є ропуха сіра, жаба гостроморда, жаба деревна, кумка червоночерева, а також тритони звичайний та гребінчастий; ці види перебувають під охороною у межах м. Києва. Усі види земноводних на території України перебувають під охороною Бернської конвенції. З плазунів на території заплавних лук мешкають вуж звичайний та ящірка прудка, які перебувають під охороною Бернської конвенції, а також черепаха болотна, яка до того ж занесена до Європейського червоного списку, а також до переліку видів, які підлягають охороні на території м. Києва.
Надзвичайно велике значення має територія проектованого заказника для птахів, який розташований уздовж Дніпровського екологічного коридору, де міграціям пернатих перешкоджає наявність великого міста. Перелітні птахи, головним чином коловодні (качки, гуси, кулики), на шляху своєї міграції використовують цю територію як місце відпочинку та годівлі. Відповідно до ратифікованої Україною Конвенції про збереження мігруючих видів диких тварин, Україна як сторона Конвенції зобов'язалася сприяти охороні перелітних видів та зберігати необхідні для цього місця. Крім пролітних видів у заплаві регулярно гніздяться або шукають поживу такі негоробині птахи, як лелека білий, чапля сіра, бугайчик, крижень, чирянка велика, канюк звичайний, деркач, курочка водяна, коловодник звичайний, одуд, рибалочка та багато інших. Значним є різноманіття горобцеподібних птахів: ластівки сільська та берегова, плиски жовта й біла, вивільга, шпак звичайний, кілька видів очеретянок та кропив'янок, вільшанка, синиця вусата, ремез, вівсянка очеретяна та багато інших. На озері Тягле існує колонія чорного та річкового крячків. Регулярно трапляються звичайний та жовтоногий мартини.
На території проектованого заказника за попередніми даними зустрічається 120 видів птахів. 15 з них перебувають під охороною міжнародних та державних актів про охорону природи — занесені до Червоних списків. Зокрема, деркач занесений до Червоного списку Міжнародного союзу охорони природи (МСОП). Чернь морська, куріпка сіра, чайка занесені до Європейського червоного списку. До Червоної книги України занесено 8 видів птахів: гоголь, лелека чорний, крех середній, лунь польовий, змієїд, орлан-білохвіст, сапсан, кулик-сорока та сорокопуд сірий, бугайчик, деркач, крячок білокрилий та рибалочка занесені до Червоного списку м. Києва.
Зі ссавців на території заплавного урочища зустрічаються ондатра, полівка водяна, норка американська, заєць сірий, їжак білочеревий, ласка, кутора звичайна, кріт європейський, бобер європейський. Два види — заєць сірий та ласка — перебувають під охороною Бернської конвенції.

## Галерея

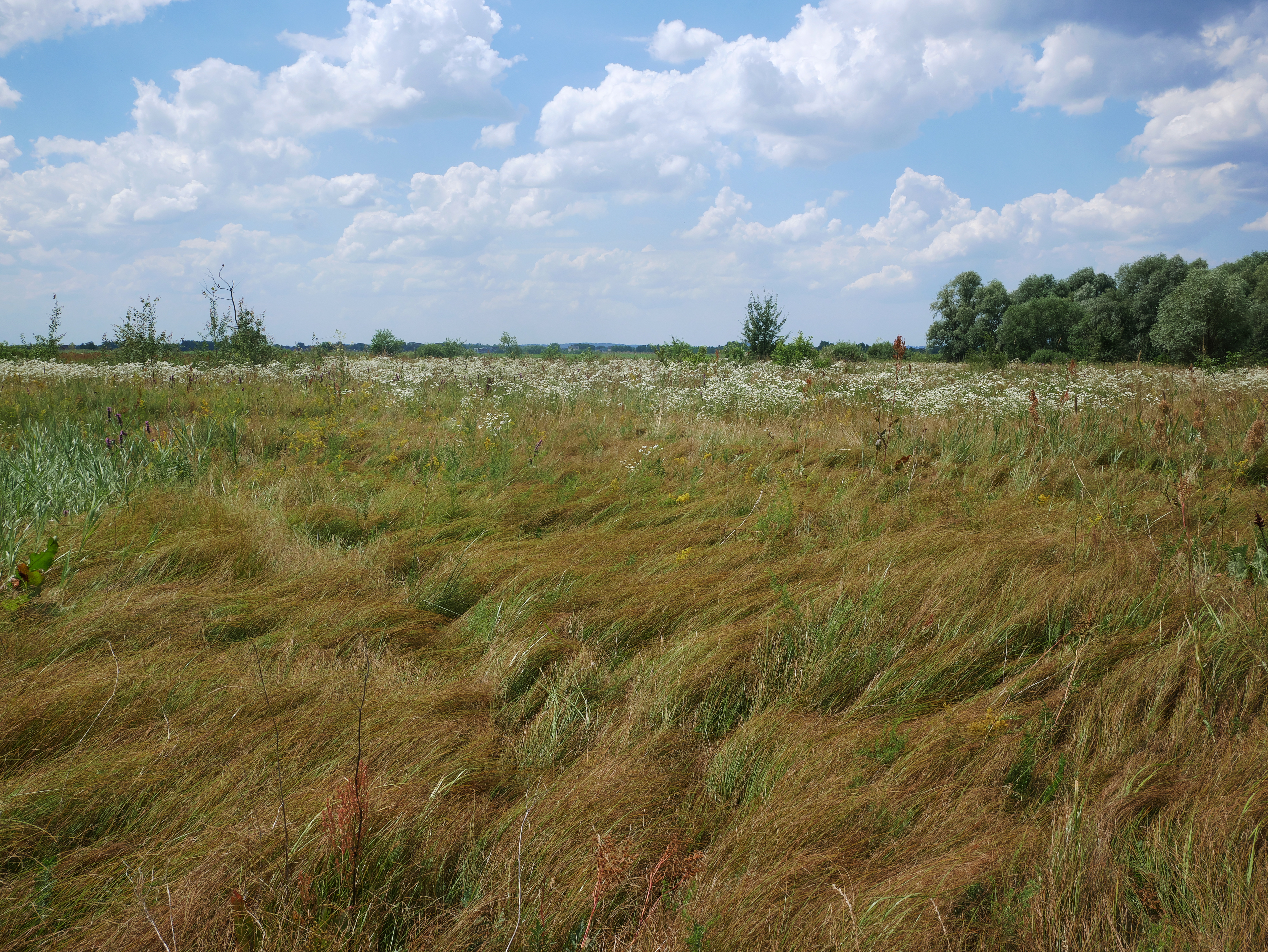
Осокорківськи луки
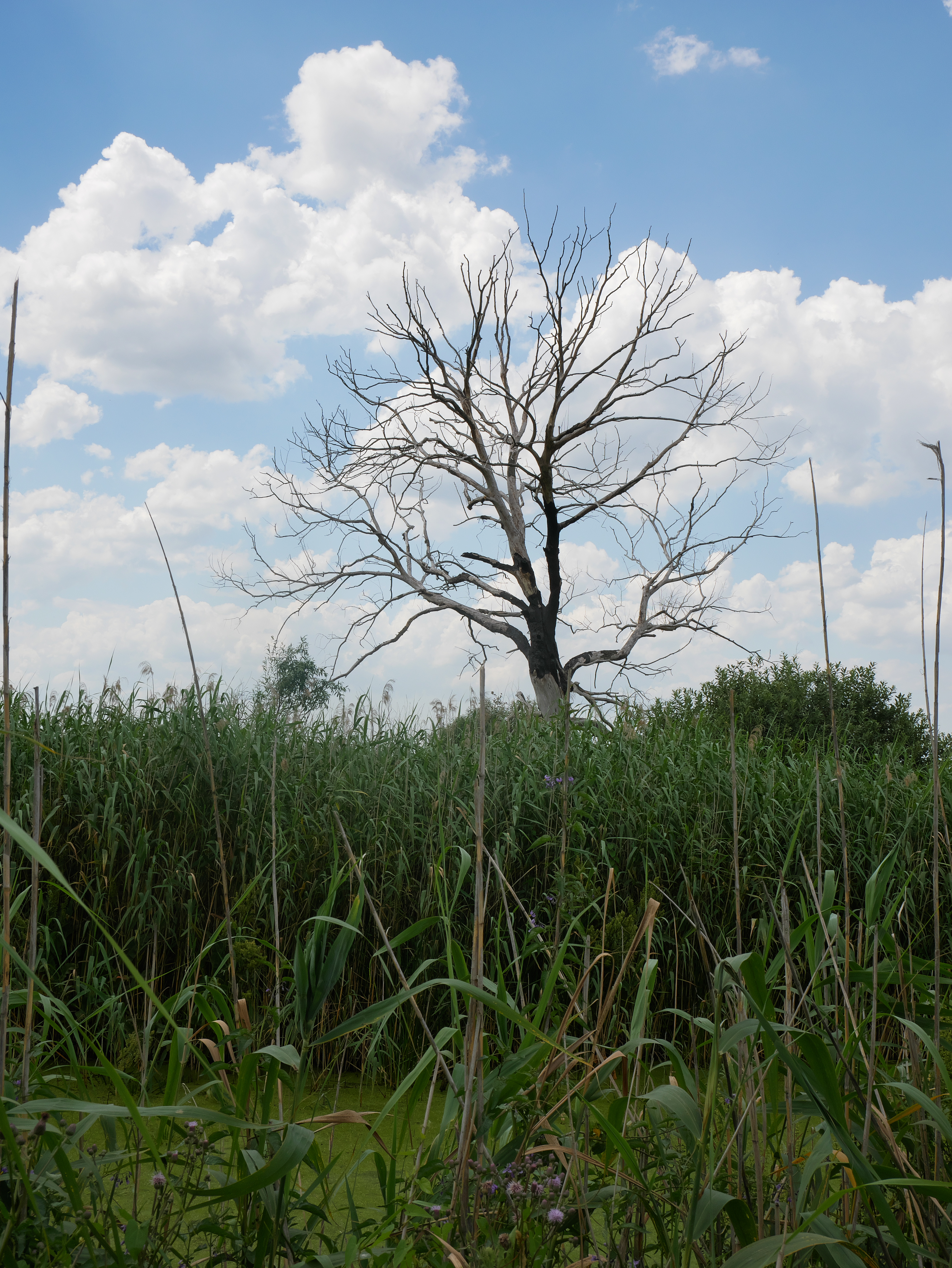
Осокорківськи луки - сухе дерево біля водойми
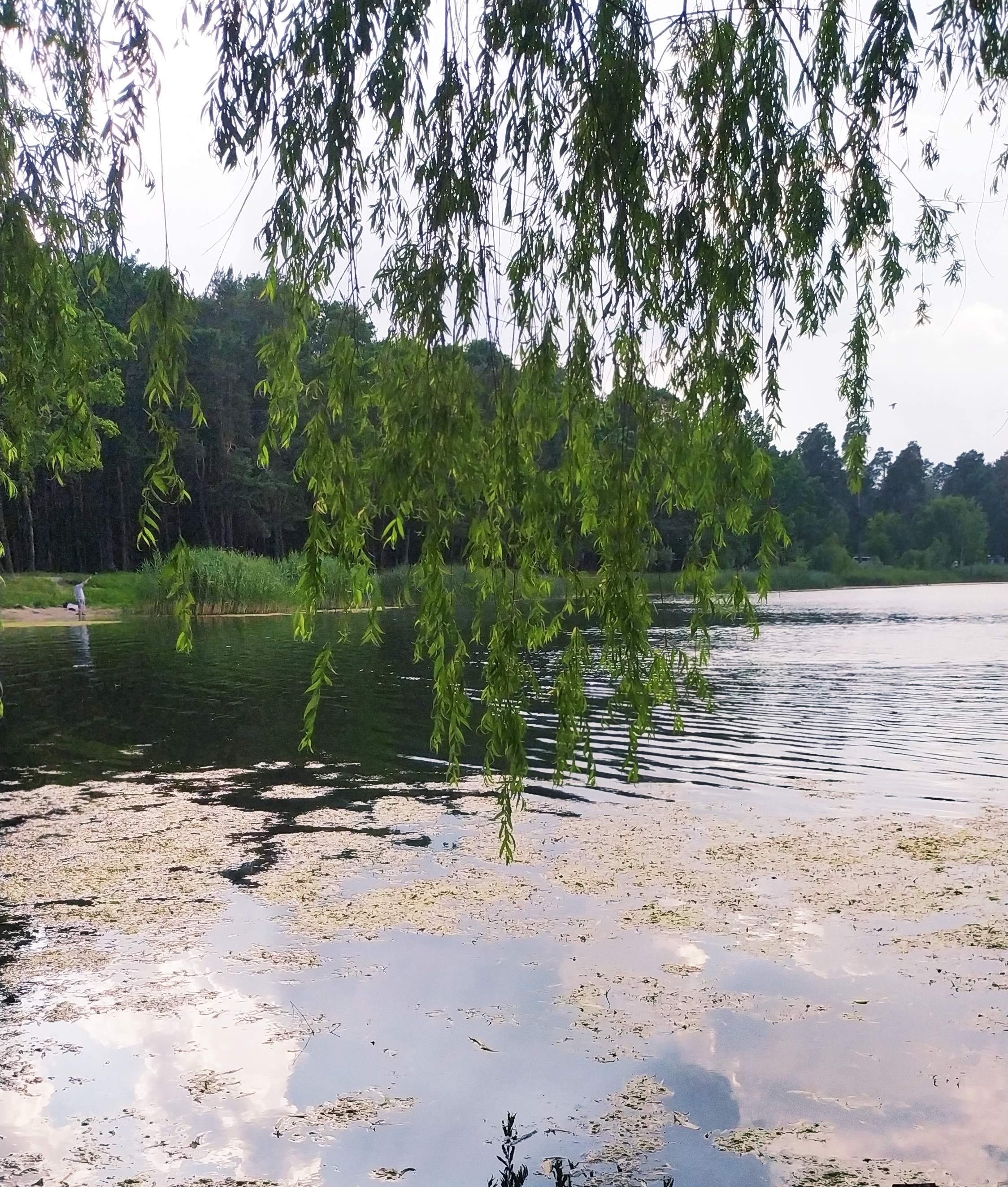